# Carro armato di Leonardo
Il carro armato di Leonardo o carro coperto, era un progetto del 1485 per uno dei primi carri armati al mondo. Il progetto si trova in uno dei fogli conservati al British Museum, n. 1860-6-16-99. Nella parte inferiore del foglio si trovano due disegni, a sinistra il carro scoperto che mostra i meccanismi per il movimento e a destra la sua versione coperta a forma di testuggine. Nella parte superiore dello stesso foglio Leonardo disegnò un altro strumento di guerra, il carro falciante. Il disegno è poco più di uno schizzo dal quale si può comunque dedurre che doveva muoversi attraverso delle manovelle che mettevano in movimento le ruote.

## Descrizione
(Leonardo da Vinci in una lettera nel quale si presenta a corte di Ludovico il Moro nel 1482)

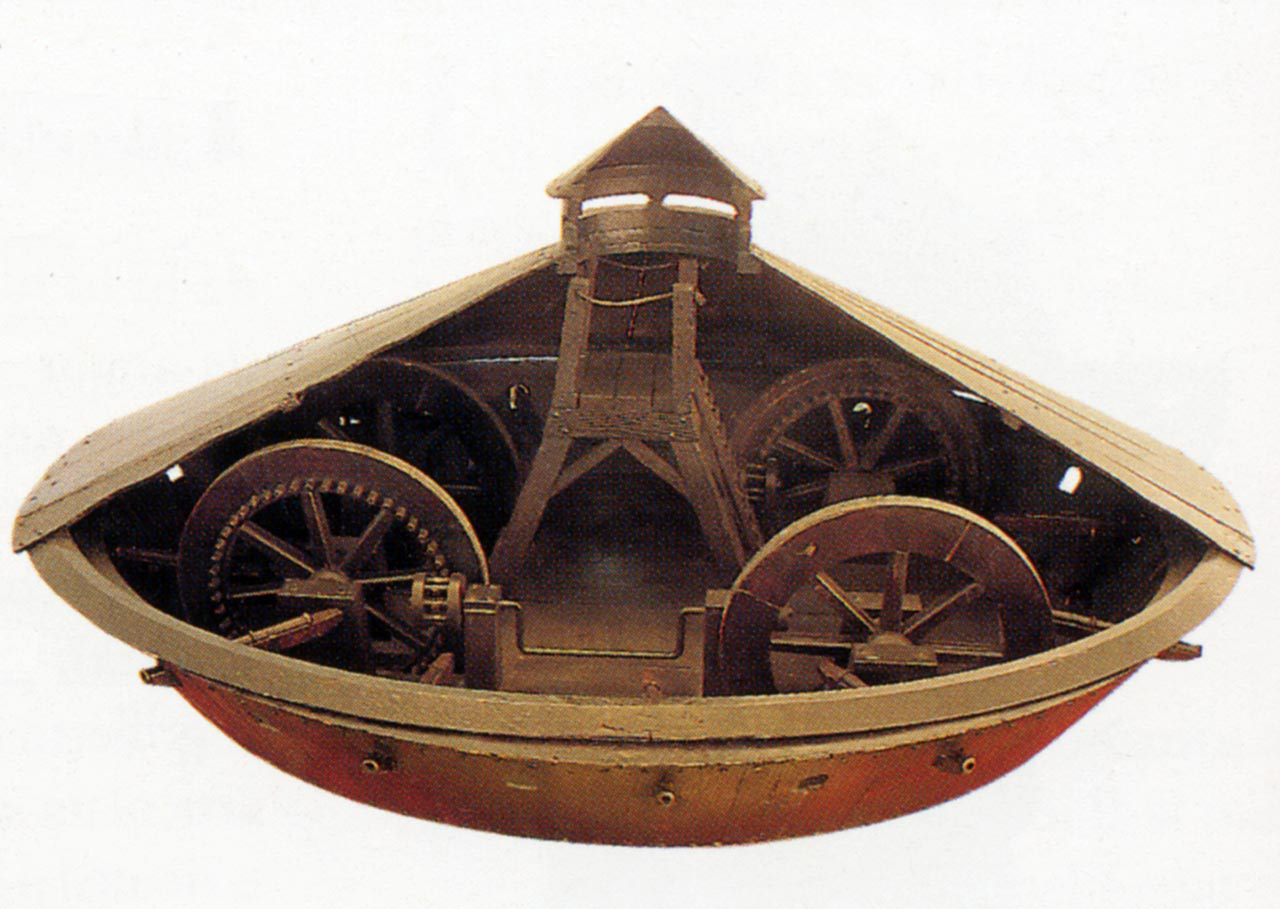
Modello in scala del carro armato di Leonardo, Museo nazionale della scienza e della tecnologia Leonardo da Vinci, Milano

Il progetto di Leonardo rappresenta un carro armato a forma di testuggine, di forma ovoidale, rinforzato con piastre metalliche, sormontato da una torretta interna di avvistamento e armato di cannoni disposti a 360°. Il movimento del carro doveva essere reso possibile attraverso l'azionamento di un sistema di ingranaggi collegato alle quattro ruote.
La direzione del fuoco poteva essere decisa dagli uomini posti nella parte alta del carro, da dove, attraverso delle strette fessure, potevano vedere il campo di battaglia.
Leonardo pensò anche di utilizzare dei cavalli per la forza motrice, ma l'idea di rinchiudere degli animali in uno spazio ristretto con il rischio che s'imbizzarrissero venne accantonata. In realtà il progetto di Leonardo contiene un errore, le manovelle si muovono infatti in modo opposto rendendo impossibile il movimento del carro. Potrebbe trattarsi di un errore intenzionale oppure di una svista di Leonardo che come in molti altri progetti si limita quasi solo a fissare la sua idea con uno schizzo veloce. Il progetto appare nel complesso poco realistico, considerando la difficoltà di far fuoco in uno spazio ristretto con molte spingarde in tutte le direzioni ma indubbiamente rappresenta un'interessante intuizione anticipatrice di molti anni i carri armati moderni.

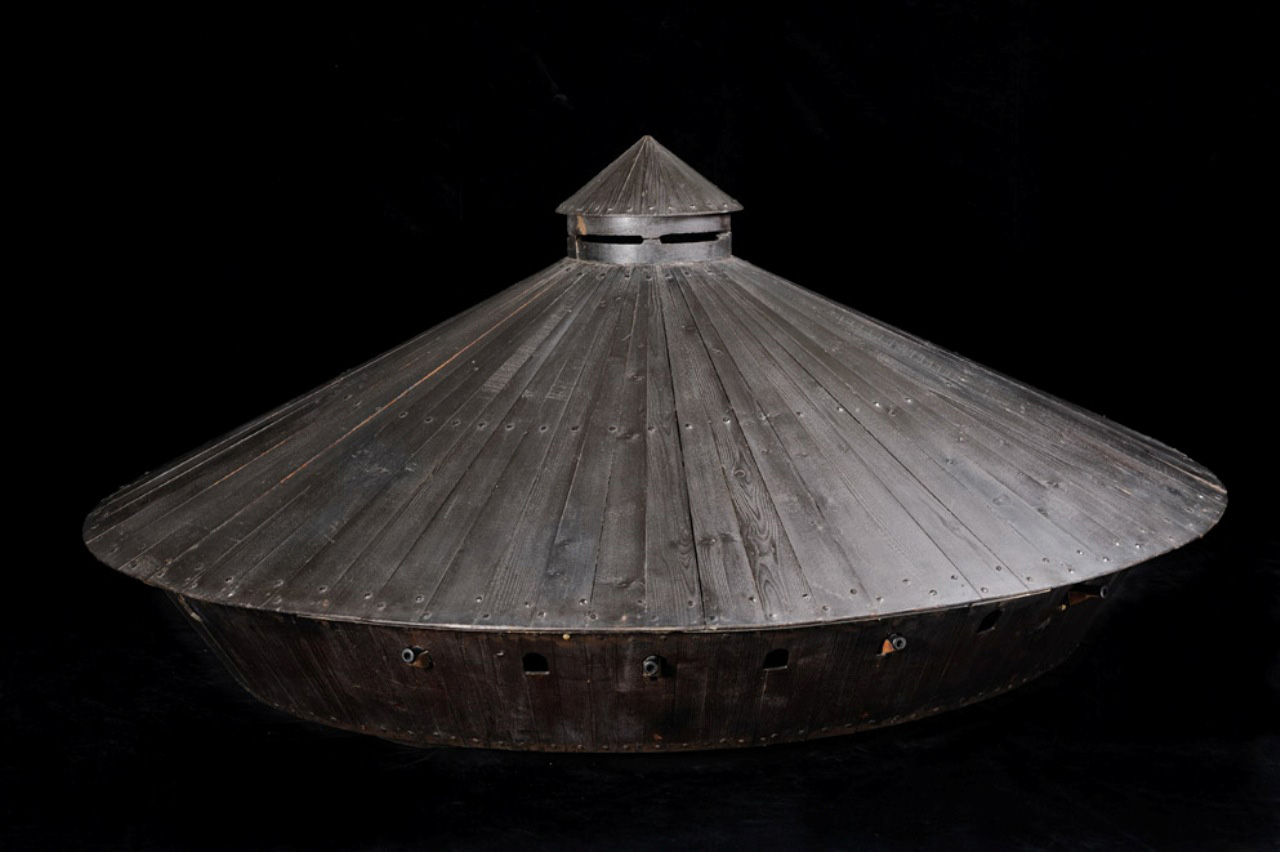
Modello del carro di Leonardo al Museo nazionale della scienza e della tecnologia Leonardo da Vinci di Milano
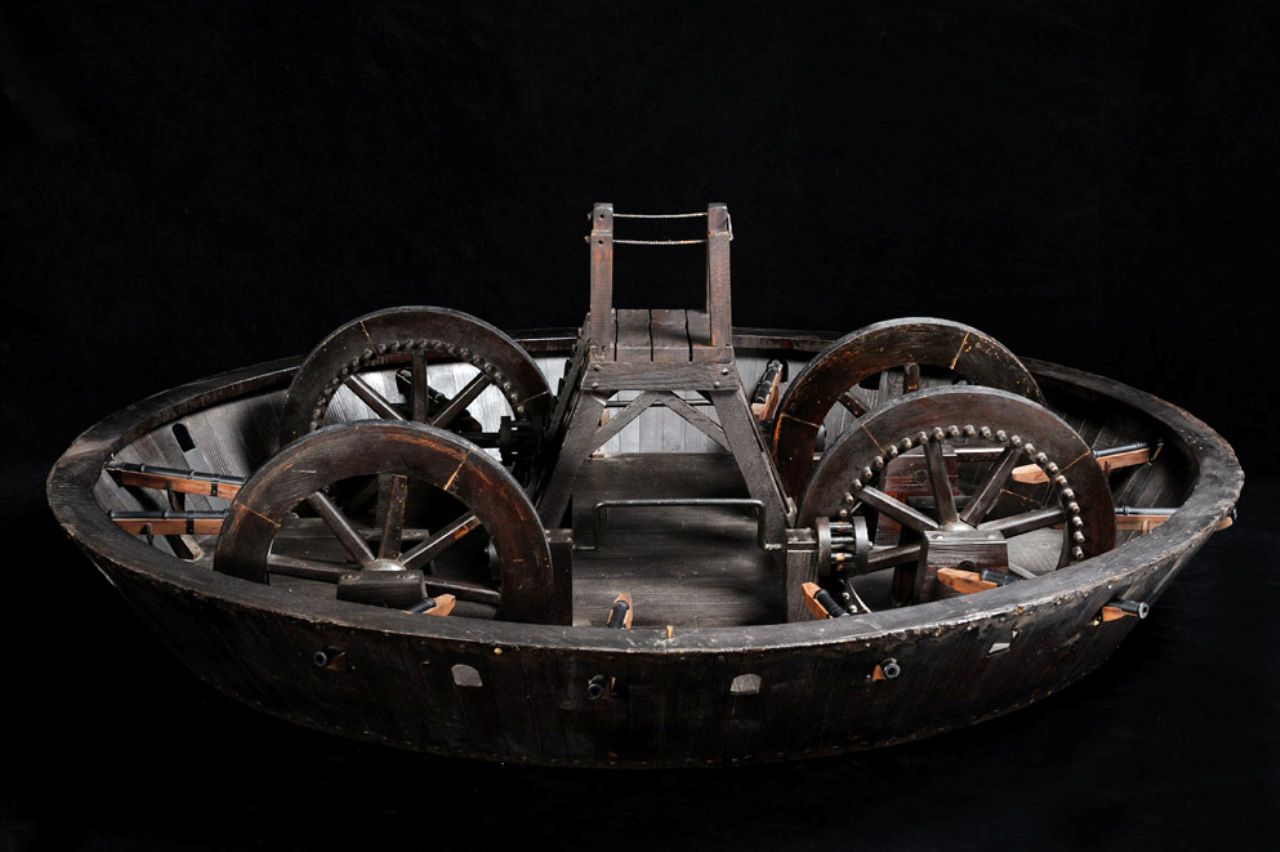
Meccanismi interni del modello del carro di Leonardo al Museo della scienza e della tecnologia di Milano

## Nella cultura di massa
- Nella 5ª puntata della serie animata televisiva "Quasimodo" (Viaggio in Italia), il protagonista e alcuni suoi amici tentano di fermare Frollo che ha rubato al giovane da Vinci il suo carro armato. Tuttavia, una volta che Frollo si mette alla guida del carro esso comincia a smontarsi, rendendosi inutilizzabile.
- Nel videogioco Assassin's Creed: Brotherhood, il protagonista Ezio Auditore, su richiesta del suo amico Leonardo, deve trovare e distruggere i progetti della macchina da guerra che è stato costretto a costruire per Cesare Borgia, nemico di Ezio. Il protagonista trova ai piedi del Monte Circeo una fortezza dove sono custoditi i progetti e un carro operativo, Ezio brucia i progetti e, con l'aiuto di alcuni mercenari, riesce a guidare la macchina da guerra e a distruggere la fabbrica di armi belliche, distruggendo poi la macchina stessa onde evitare che potesse cadere in mani sbagliate[3].
- Nel videogioco Age of Empires III: Definitive Edition questo carro armato è una unità d'artiglieria esclusiva della civiltà degli Italiani, presenti con l'espansione Knights of the Mediterranean.

## Voci correlate

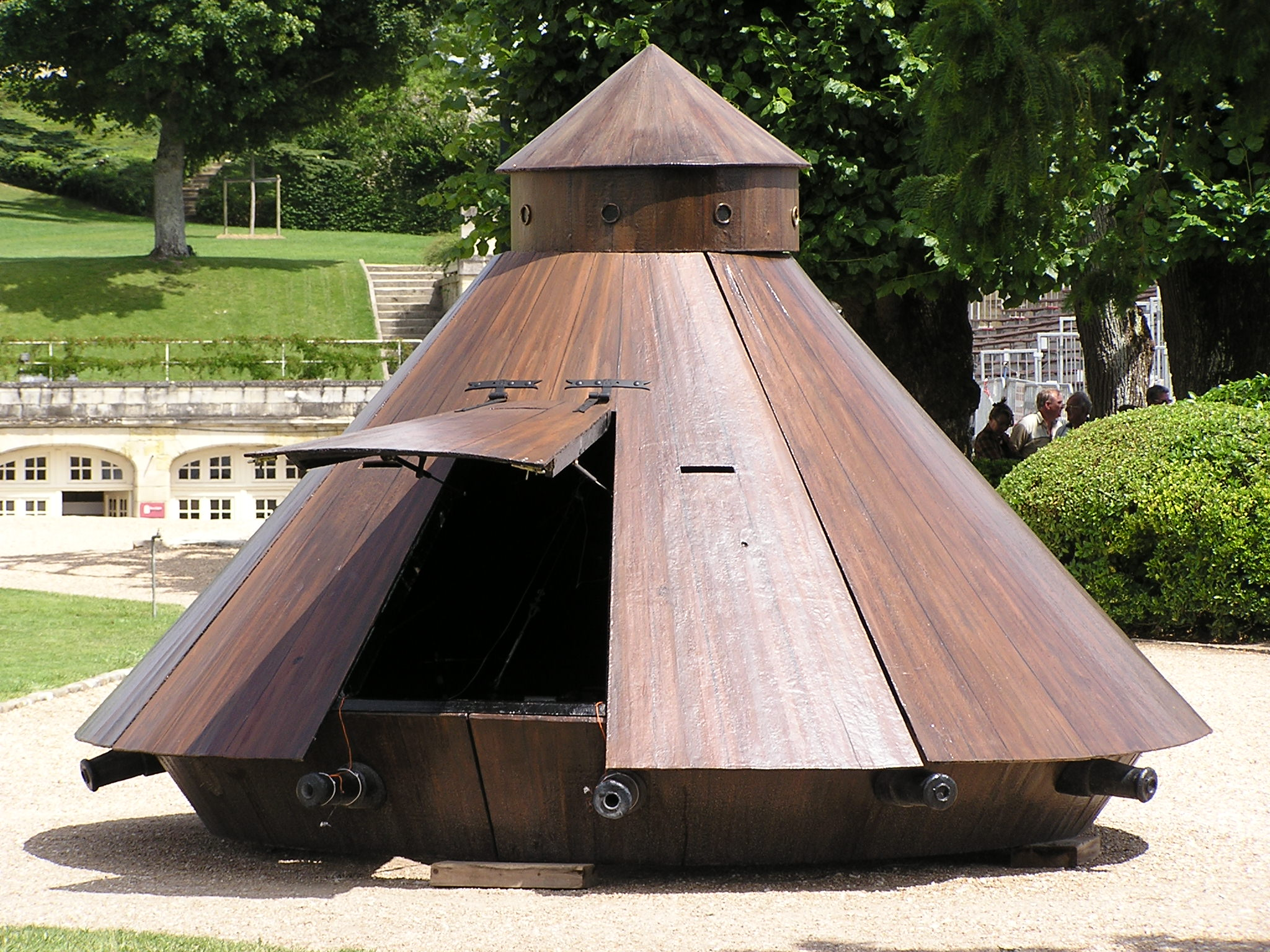
Replica del carro armato di Leonardo ad Amboise.

## Altri progetti

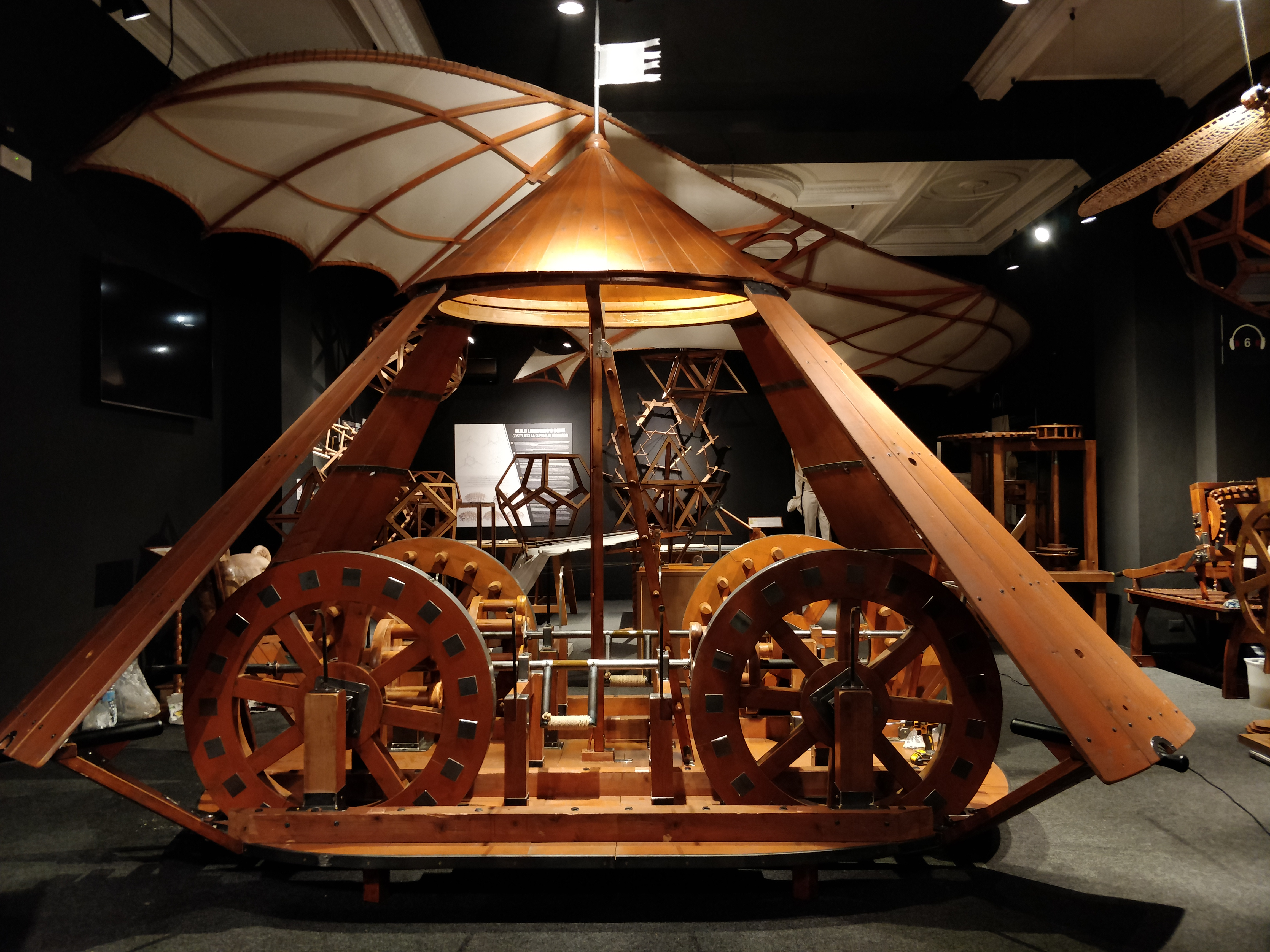
Prototipo di Carro Armato disegnato da Leonardo da Vinci esposto a Firenze al [https://leonardointeractivemuseum.com/ Leonardo Interactive Museum